# Partito Democratico Cristiano dell'Honduras
Il Partito Democratico Cristiano dell'Honduras (in spagnolo: Partido Demócrata Cristiano de Honduras, noto semplicemente come DC) è un partito cristiano-democratico honduregno.

## Storia
Il partito fu fondato il 10 settembre 1968. Alle elezioni legislative del 2001 ottenne il 3,7% dei voti e tre seggi parlamentari e il suo candidato alla presidenza era Marco Orlandi Iriarte.
Alle elezioni legislative del 27 novembre 2005, il partito ottenne quattro seggi parlamentari su 128 seggi al Congresso Nazionale e il suo candidato era Juan Ramón Martínez. Ha un deputato al Parlamento centroamericano. Il partito è membro dell'Internazionale Democratica Centrista e della sua variante regionale, l'Organizzazione Cristiano Democratica d'America (ODCA, in spagnolo: Organización Demócrata Cristiana de América) e del Centro democratico nel Parlamento centroamericano.
Il partito ha sostenuto il governo ad interim di Roberto Micheletti, che è salito al potere grazie al colpo di stato del 2009.

## Risultati elettorali
| Elezione          | Voti    | %    | Seggi   |
| ----------------- | ------- | ---- | ------- |
| Parlamentari 2013 | 444.734 | 1,62 | 1 / 128 |
| Parlamentari 2017 |         |      | 1 / 128 |